# Laituri
Laituri (georgiska: ლაითური) är en daba (stadsliknande ort) i Georgien. Den ligger i den västra delen av landet, 325 km väster om huvudstaden Tbilisi, i distriktet Ozurgeti och regionen Gurien. Laituri ligger 72 meter över havet och antalet invånare är 2 697.